# Felix Brych
Felix Brych, né le 3 août 1975 à Munich (Allemagne), est un arbitre allemand de football.

## Carrière
Docteur en droit, Félix Brych commence sa carrière d'arbitre en 2004 en Bundesliga. Il devient en 2007 arbitre de la FIFA et officie depuis sur des compétitions européennes telles que la Ligue des champions de l'UEFA ou la Ligue Europa.
Le 18 octobre 2013, il a arbitré un match de Championnat d'Allemagne de football entre 1899 Hoffenheim et le Bayer Leverkusen. L'attaquant du Bayer Stefan Kießling a inscrit un but fantôme et Felix Brych a validé le but du 0-2 (le Bayer a gagné 1-2). Il n'est pas revenu sur sa décision malgré les protestations des joueurs d'Hoffenheim, restant fidèle à l'interdiction de l'usage de vidéo et de recours technologique alors en vigueur.
Le 14 mai 2014, il a arbitré la finale de la Ligue Europa entre Séville FC et SL Benfica, match âprement disputé se jouant aux tirs au but.
Il est sélectionné parmi les arbitres de la Coupe du monde de football de 2014 au Brésil et de l'Euro 2016 en France.
Il est désigné pour arbitrer le 3 juin 2017, la finale de la Ligue des Champions opposant le Real Madrid et la Juventus de Turin.
Élu meilleur arbitre du monde en décembre 2017 lors des Globe Soccer Awards à Dubaï, il est sélectionné parmi les arbitres du Mondial 2018 en Russie, mais il paye ses erreurs et sa performance médiocre, à l'encontre de la Serbie (pénalty non sifflé sur Mitrovic refusant même la demande du var de regarder la vidéo pour corriger son erreur ), lors du seul match où il eut le sifflet en Russie, Serbie-Suisse (1-2) au premier tour.